# Liste der Baudenkmäler in Oberschönegg

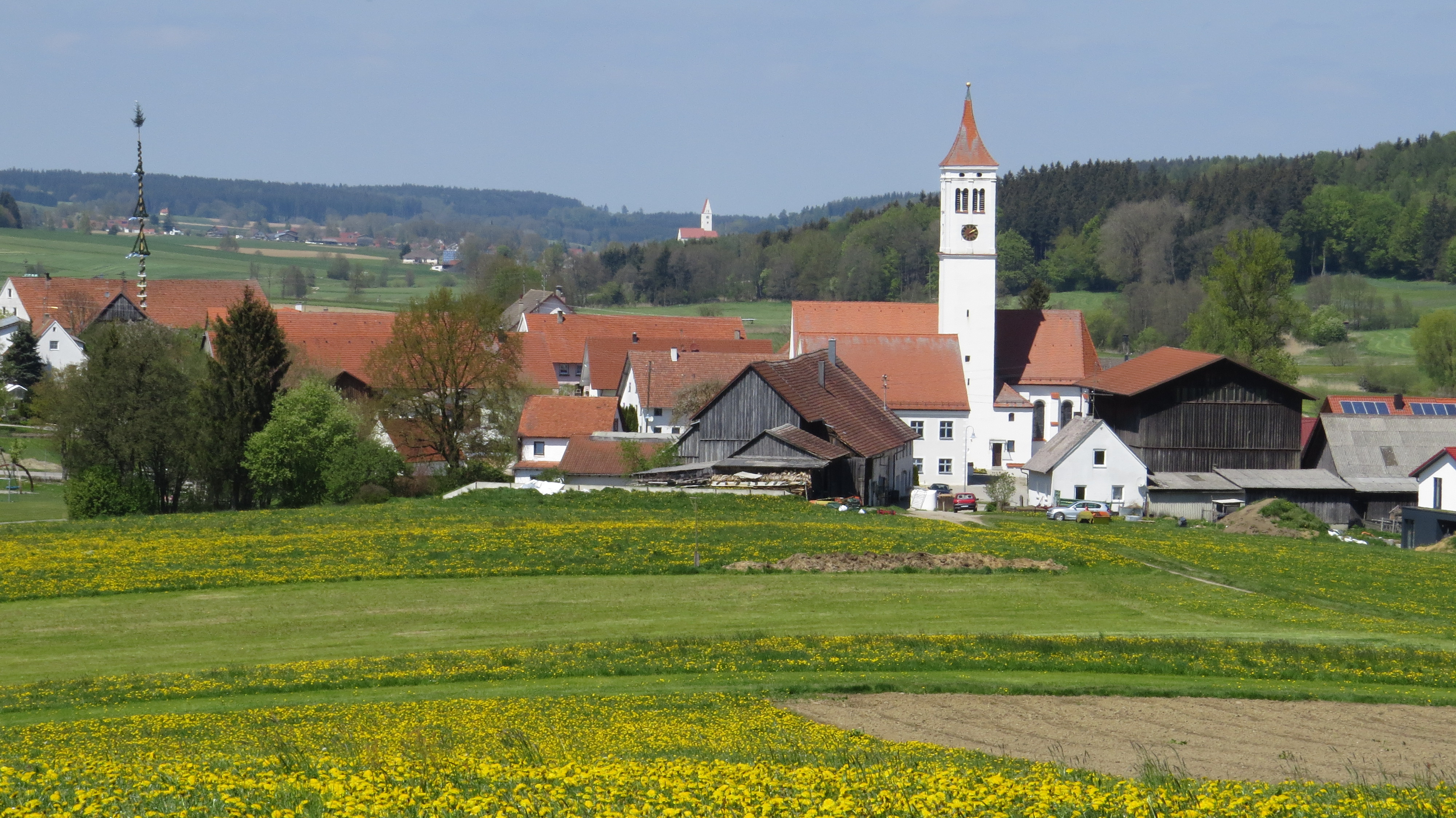
Dietershofen von Süden

Auf dieser Seite sind die Baudenkmäler in der schwäbischen Gemeinde Oberschönegg zusammengestellt. Diese Tabelle ist eine Teilliste der Liste der Baudenkmäler in Bayern. Grundlage ist die Bayerische Denkmalliste, die auf Basis des Bayerischen Denkmalschutzgesetzes vom 1. Oktober 1973 erstmals erstellt wurde und seither durch das Bayerische Landesamt für Denkmalpflege geführt wird. Die folgenden Angaben ersetzen nicht die rechtsverbindliche Auskunft der Denkmalschutzbehörde.

## Baudenkmäler nach Ortsteilen

### Oberschönegg
| Lage                                                                  | Objekt                                   | Beschreibung                                                                                                 | Akten-Nr.    | Bild           |
| --------------------------------------------------------------------- | ---------------------------------------- | --- | ------------ | -------------- |
| A.-Ehrmann-Straße (Standort)                                          | Steinkreuz                               | Tuffstein, wohl spätmittelalterlich                                                                          | D-7-78-184-6 | Steinkreuz     |
| Am Bach (Standort)                                                    | Ehemalige Obere Mühle                    | stattlicher, zweigeschossiger Satteldachbau mit verschaltem Giebel, 17./18. Jahrhundert                      | D-7-78-184-4 | weitere Bilder |
| Am Bach 2 (Standort)                                                  | Untere Mühle                             | zweigeschossiger Satteldachbau mit Zwerchhaus, Hausfigur des hl. Antonius, im Kern 18. Jahrhundert           | D-7-78-184-3 | Untere Mühle   |
| Beim Römerturm (in einem Burgstall nordwestlich des Ortes) (Standort) | Ruine der ehemaligen Burg Alten-Schönegg | 1220 erwähnt; Bergfried, quadratischer Backsteinturm, Sockelgeschoss Nagelfluhquader, 13.–15. Jahrhundert.   | D-7-78-184-5 | weitere Bilder |
| Hauptstraße 38 (Standort)                                             | Katholische Filialkirche St. Leonhard    | flachgedeckter Saalbau mit eingezogenem Chor und Dachreiter, von Sebastian Lachenmayr, 1686; mit Ausstattung | D-7-78-184-1 | weitere Bilder |

### Dietershofen bei Babenhausen
| Lage                      | Objekt                             | Beschreibung | Akten-Nr.              | Bild           |
| ------------------------- | ---------------------------------- | --- | ---------------------- | -------------- |
| Egger Straße (Standort)   | Wegkapelle                         | polygonaler Bau mit steilem Satteldach, Ausstattung aus dem 18. Jahrhundert, 20. Jahrhundert | D-7-78-184-10          | Wegkapelle     |
| Kirchstraße 16 (Standort) | Katholische Pfarrkirche St. Ulrich | flachgedeckter Saalbau mit eingezogenem Chor unter Stichkappentonne, südlicher Turm mit Spitzhelm, im Kern 2. Hälfte 15. Jahrhundert, barockisiert durch Michael Stiller, 1731–32, Veränderung Turmoberteil durch Ulrich Fendt, 1749, Veränderungen 2. Hälfte 19. Jahrhundert; mit Ausstattung. | D-7-78-184-7           | weitere Bilder |
| Kirchstraße 16 (Standort) | Friedhofsmauer                     | hohe Stützmauer | D-7-78-184-7 zugehörig | Friedhofsmauer |
| Kirchstraße 18 (Standort) | Pfarrhaus                          | zweigeschossiger Satteldachbau, von Johann Merk, 1722; mit Ausstattung | D-7-78-184-8           | weitere Bilder |

### Märxle
| Lage                | Objekt  | Beschreibung                                               | Akten-Nr.     | Bild           |
| ------------------- | ------- | ---------------------------------------------------------- | ------------- | -------------- |
| Märxle 1 (Standort) | Kapelle | kleiner Rechteckbau mit Dachreiter, 1885; mit Ausstattung. | D-7-78-184-11 | weitere Bilder |

### Weinried
| Lage                     | Objekt                                                  | Beschreibung | Akten-Nr.     | Bild             |
| ------------------------ | ------------------------------------------------------- | --- | ------------- | ---------------- |
| Am Mühlbach 2 (Standort) | Kapelle                                                 | kleiner Rechteckbau mit Satteldach, 18. Jahrhundert; mit Ausstattung | D-7-78-184-16 | weitere Bilder   |
| Dorfstraße 24 (Standort) | Katholische Pfarrkuratiekirche St. Laurentius und Vitus | flachgedeckter Saalbau mit eingezogenem Chor, südlicher Turm mit Zwiebelhaube, Turmunterbau spätgotisch, 17./18. Jahrhundert, Umgestaltung durch Rupert Beer, 1761, Erweiterung durch David Eberle, 1929; mit Ausstattung | D-7-78-184-12 | weitere Bilder   |
| Dorfstraße 24 (Standort) | Ölbergkapelle                                           | kleiner Rechteckbau mit Satteldach und Figurennische, 18. Jahrhunderts; mit Ausstattung; an der Südseite des Friedhofs | D-7-78-184-13 | Ölbergkapelle    |
| Dorfstraße 28 (Standort) | Kuratenhaus                                             | zweigeschossiger Satteldachbau mit profilierten Gesimsen, 1792 erbaut | D-7-78-184-14 | Kuratenhaus      |
| Schulstraße 5 (Standort) | Ehemalige Schule                                        | zweigeschossiger Walmdachbau mit Stichbogenfenstern, Mitte 19. Jahrhundert | D-7-78-184-17 | Ehemalige Schule |

## Ehemalige Baudenkmäler
In diesem Abschnitt sind Objekte aufgeführt, die früher einmal in der Denkmalliste eingetragen waren, jetzt aber nicht mehr. Objekte, die in anderem Zusammenhang also z. B. als Teil eines Baudenkmals weiter eingetragen sind, sollen hier nicht aufgeführt werden. Aktennummern in diesem Abschnitt sind ehemalige, jetzt nicht mehr gültige Aktennummern.

| Lage                                   | Objekt           | Beschreibung                                                                                            | Akten-Nr.     | Bild             |
| -------------------------------------- | ---------------- | --- | ------------- | ---------------- |
| Oberschönegg Hauptstraße 32 (Standort) | Bauernhaus       | zweigeschossiger Satteldachbau, mit Stuckrelief Jesus und Maria, bezeichnet 1755                        | D-7-78-184-2  | Bauernhaus       |
| Dietershofen Kapellenfeld (Standort)   | Hl. Kreuzkapelle | Rundbau mit hohem Zeltdach, 1957–59; Kreuzweg, 1906, modernisiert                                       | D-7-78-184-9  | Hl. Kreuzkapelle |
| Weinried Dorfstraße 30 (Standort)      | Gasthaus         | spätklassizistischer, zweigeschossiger Walmdachbau mit profilierten Gurtgesimsen, Mitte 19. Jahrhundert | D-7-78-184-15 | Gasthaus         |